# Tephrosia muenzneri
Tephrosia muenzneri är en ärtväxtart som beskrevs av Hermann August Theodor Harms. Tephrosia muenzneri ingår i släktet Tephrosia och familjen ärtväxter.

## Underarter
Arten delas in i följande underarter:
- T. m. muenzneri
- T. m. pedalis